# Нога (мошав)
Но́га (ивр. נוגה‎) — израильский мошав в районе Хевель-Лахиш. Административно принадлежит региональному совету Лахиш. В 2020 году его население составляло 583 человек.

## История
Мошав был основан в 1955 году выходцами из Ирака и Ирана, в основном прошедших через транзитный пункт Агробанк. Мошав был построен на части земель города Аль-Фалуджа, жители которого покинули его во время Войны за независимость и им не разрешили вернуться в свои дома. Название, данное поселку, символично (Нога — Венера на иврите) и означает — свет Венеры в возрождении еврейско — сионистского поселения в районе Хевель-Лахиш. Нога — первый рабочий мошав, который был сформирован в Израиле.
Жизнь в первые годы была непростой и условия проживания в мошаве были плохими. Большинство жителей занимались сельским хозяйством, а дети ходили в школы близлежащих поселений.

## Экономика
Экономика мошава изначально была основана на интенсивном сельском хозяйстве и тепличном выращивании.
Сегодня[когда?]

, в связи со сложной ситуацией в сельском хозяйстве, небольшая часть жителей зарабатывает на жизнь сельским хозяйством, а остальные зарабатывают на жизнь свободными профессиями как в мошаве, так и за его пределами.
В поселке есть клуб, продуктовый магазин и сельскохозяйственный магазин, детские сады, синагога и миква.

## Население
По данным Центрального статистического бюро Израиля, население на начало 2020 года составляло 583 человека.